# Zavod imeni Lichačëva
Zavod imeni Lichačëva, maggiormente nota con l'acronimo ZIL o ZiL (dal russo: Завод имени Лихачёва [ЗиЛ] ovvero Fabbrica Lichačëv), è la principale casa costruttrice russa di camion e mezzi pesanti.
Nella sua produzione figuravano anche i veicoli blindati usati dai leader dell'Unione Sovietica, autobus, veicoli blindati da combattimento e motoslitte armate.
L'azienda produce anche un numero molto limitato di limousine e berline di lusso destinate soprattutto al governo russo; sono veicoli comparabili, come fascia di prezzo, agli equivalenti modelli della Maybach o della Rolls-Royce, anche se pressoché sconosciuti al di fuori degli stati della CSI. La produzione ammonta infatti a circa una dozzina di veicoli l'anno. La produzione in serie delle vetture ZIL cessò invece nel 2002 perché i clienti storici delle vetture del marchio russo iniziarono a preferire i modelli d'alto livello fabbricati delle case automobilistiche dei paesi occidentali.

## Storia
L'azienda venne fondata nel 1916 come Avtomobil'noe moskovskoe obščestvo (da cui l'acronimo AMO ancora oggi presente nella denominazione aziendale) con il progetto di fabbricare su licenza un modello di autocarro della Fiat V.I., il Fiat 15Ter. A causa della Rivoluzione d'ottobre e della prima guerra mondiale il primo veicolo uscì dalle catene di montaggio solo nel 1924.
Nel 1931 vi fu un'espansione della fabbrica, anche grazie ad aiuti statunitensi, e una sua ridenominazione in Zavod imeni Stalina. Questo nome restò fino al 1956 quando cambiò nell'attuale in seguito alla revisione voluta da Nikita Chruščëv delle denominazioni che denotavano il culto della personalità di Stalin.

## Modelli

### Limousine

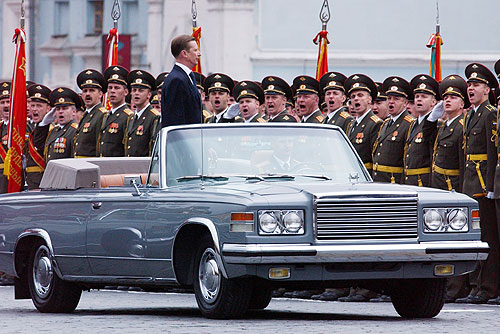
La ZIL-4104 durante una parata nel 2004

- ZIS-101 (1936-1941)
- ZIS-102 (1938-1940)
- ZIS-110 (1946-1958)
- ZIS-115 (1946-1947)
- ZIL-111 (1958-1967)
- ZIL-114 (1967-1978)
- ZIL-115 (anni settanta)
- ZIL-117 (1972-1977)
- ZIL-4104 (1978-1985)
- ZIL-41047 (1985-2002 e 2010)

### Camion
- AMO-F-15 (1924)
- AMO-3 (1931)

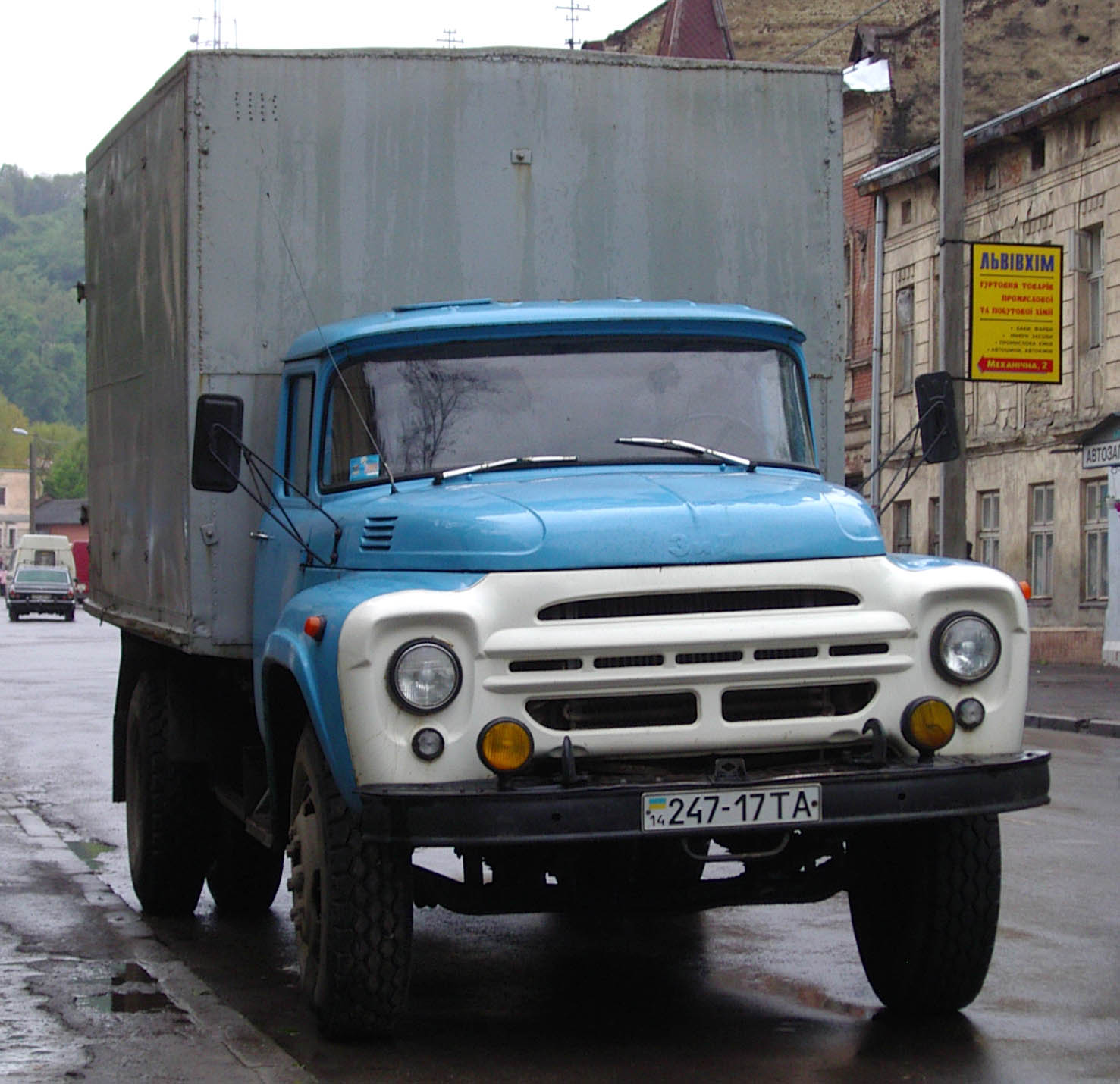
ZIL-130

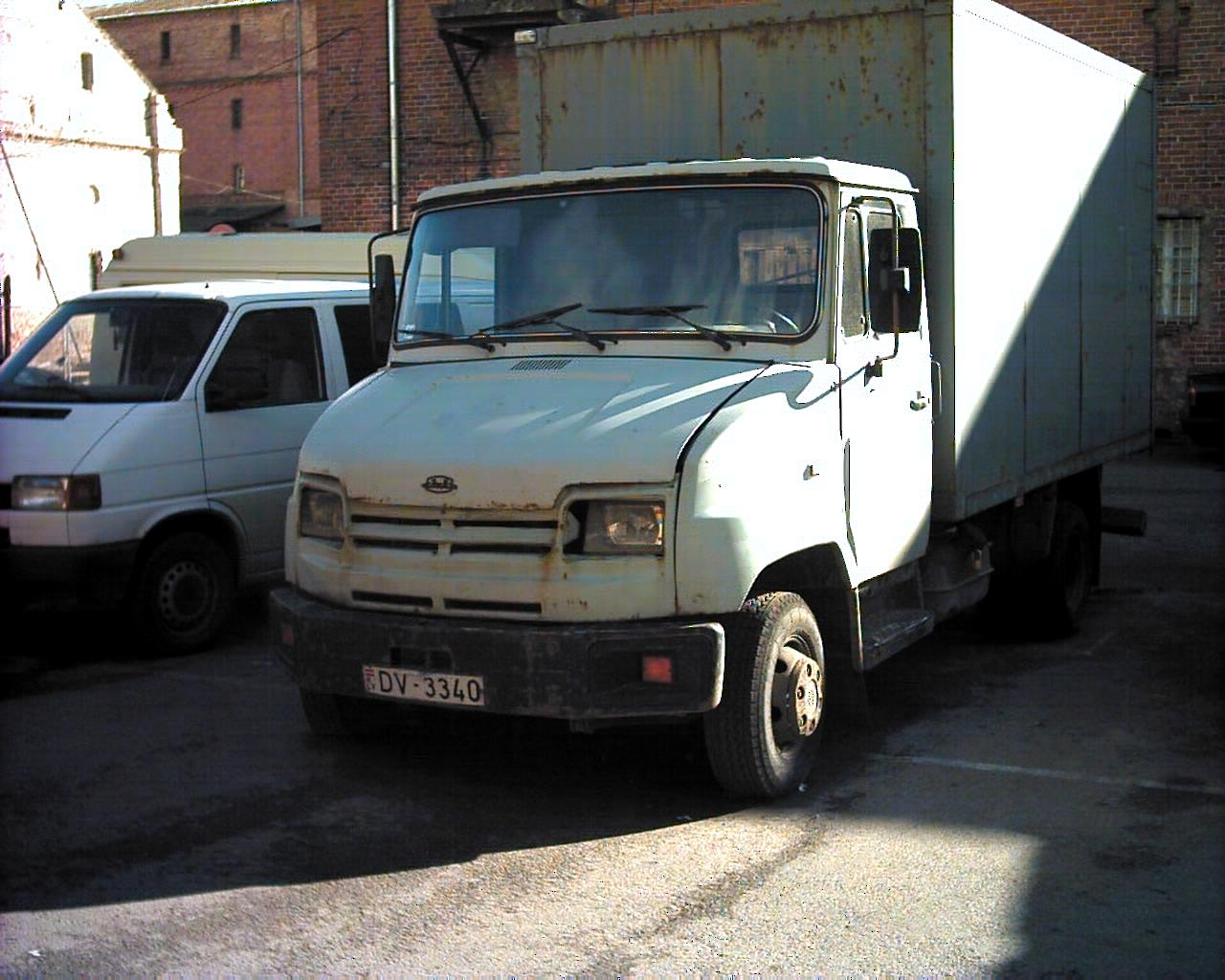
ZIL-5301

- ZIS-5, ZIS-6 (1934, copia dello statunitense Autocar 2 10-cwt)
- ZIS-22, ZIS-42 (1941?)
- ZIS-128
- ZIS-150 (1947)
- ZIS-151 (1948)
- ZIL-164 (1957)
- ZIL-157 (1958)
- ZIL-130 (1964)
- ZIL-131 (1967)
- ZIL-133 (1975)
- ZIL-135 (19??)
- ZIL-5301 "Bychok" ("Bull") (1992)
- ZIL-6404 (1996)
- ZIL-6309 (1999)
- ZIL-6409 (1999)
- ZIL-433180 (2003)
- ZIL-432930 (2003)
- ZIL-4327 (2004?)
- ZIL-4334 (2004)

### Autobus
- ZIS-8
- ZIS-16 (1941?)
- ZIS-154
- ZIS-155 (1949)
- ZIS-127 (1955)
- ZIL-158 (1957)
- ZIL-118 "Yunost" (1967)
- ZIL-3250 (1998)

### Veicoli da competizione

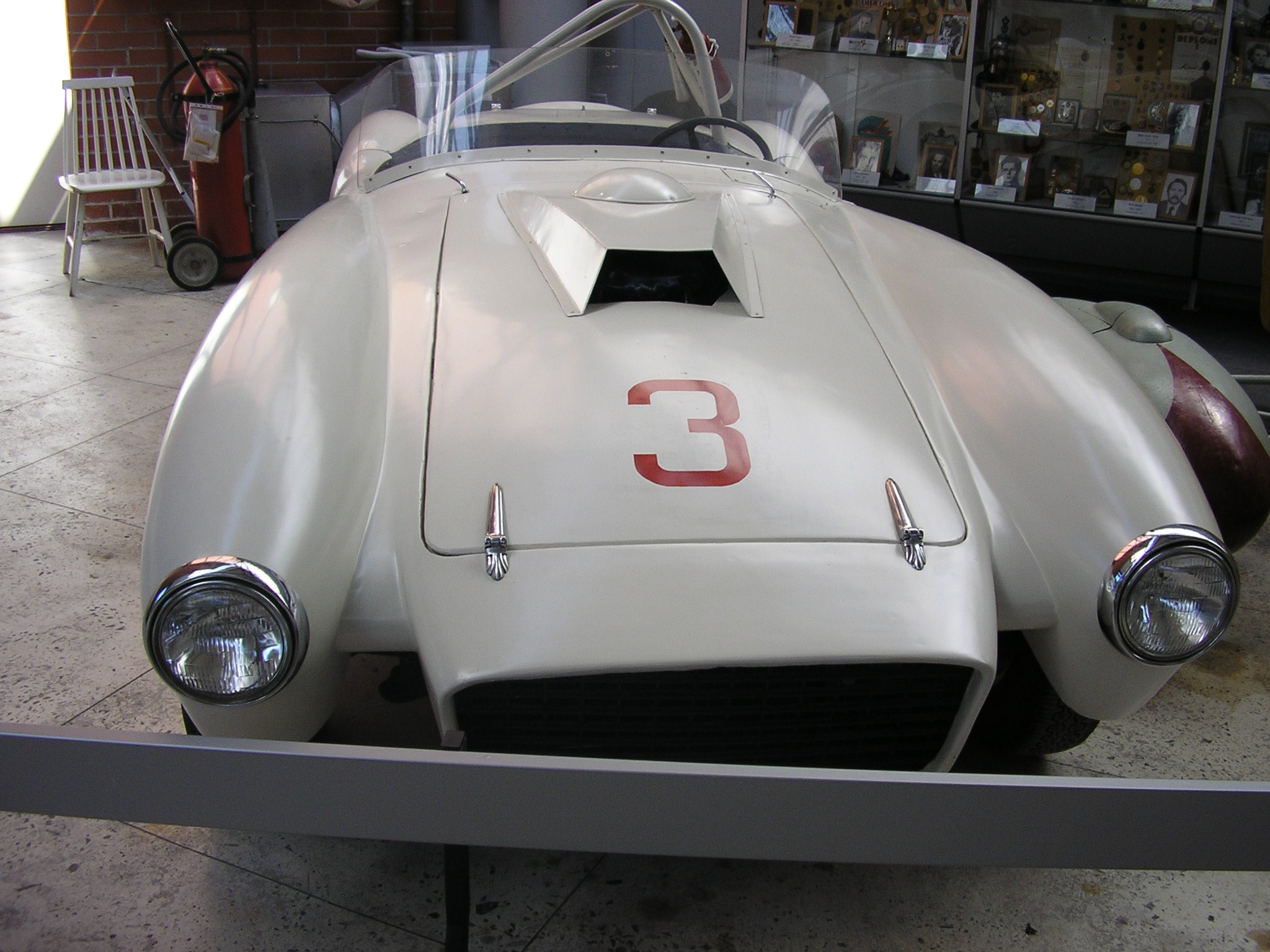
ZIL-112S

- ZIS-101 Sport (1939)
- ZIS-112/4 (1958)
- ZIL-112S (1960-62)
- ZIL-412S (1962)

### Varie
- B-3 semicingolato da trasporto
- ZIS-152 APC
- ZIL-29061
- ZIL-3167s autocarro anfibio
- ZIL-485 autocarro anfibio
- ZIL-4906 veicolo anfibio
- ZIL-41041 berlina
- ZIL-41047 limousine
- ZIL-4102 prototipo
- ZIL-E-167 all-terrain vehicle
- ZIL-29061 veicolo sperimentale con trazione a vite senza fine degli anni '70[1]